# Volby v Estonsku
Volby v Estonsku jsou demokratické, svobodné a tajné. Volí se do estonského jednokomorového parlamentu Riigikogu, do Evropského parlamentu a každých pět let probíhají i prezidentské volby. Voliči volí poměrným volebním systémem do parlamentu 101 poslanců na čtyřleté volební období. Kromě běžného hlasování ve volební místnosti je v Estonsku možné hlasovat i prostřednictvím internetu. Elektronické hlasování bylo poprvé použito v komunálních volbách v roce 2005.

## Dominantní politické strany
- Erakond Eestimaa Rohelised
- Estonská konzervativní lidová strana
- Estonská pirátská strana
- Estonská reformní strana
- Estonská strana středu
- Unie vlasti a Res Publiky
- Sociálnědemokratická strana Estonska

### Související stránky
- Estonsko
- Riigikogu
- Politický systém Estonska
- Politické strany v Estonsku